# West City
West City é uma vila localizada no estado americano de Illinois, no Condado de Franklin.

## Demografia
Segundo o censo americano de 2000, a sua população era de 716 habitantes.
Em 2006, foi estimada uma população de 744, um aumento de 28 (3.9%).

## Geografia
De acordo com o United States Census Bureau tem uma área de
4,2 km², dos quais 4,2 km² cobertos por terra e 0,0 km² cobertos por água.

## Localidades na vizinhança
O diagrama seguinte representa as localidades num raio de 12 km ao redor de West City.